# William Fryer Harvey
Pour les articles homonymes, voir William Harvey (homonymie) et Harvey.
William Fryer Harvey est un écrivain britannique né en 1885 dans le Yorkshire et mort le 4 juin 1937.

## Biographie
D'une famille quaker, il fait toutes ses études dans des écoles qui dépendent de cette obédience, à York, Reading puis au Balliol College d'Oxford.
Il commence des études de médecine à Leeds, mais sa mauvaise santé l'empêche de les poursuivre. Il part alors en voyage autour du monde, où il séjourne en Australie et en Nouvelle-Zélande. À son retour, il s'intéresse aux mouvements d'éducation des adultes, et travaille au Working Men's College de Fircroft.
Au début de la Première Guerre mondiale, il part dans les Flandres, avec une unité d'ambulances quaker, puis, il devient lieutenant-chirurgien de la Marine. En 1918, il recevait une médaille pour bravoure déployée dans le sauvetage en mer : il avait risqué sa vie pour opérer un sous-officier mécanicien prisonnier de la salle des machines d'un contre-torpilleur accidenté. À cette occasion, il fut atteint aux poumons ayant inhalé des vapeurs toxiques. Il en conserva d'importantes séquelles.
En 1920, il est nommé directeur de l'établissement de Fircroft mais il en démissionne cinq ans plus tard à cause de sa mauvaise santé. Il vit ensuite en Suisse, avec sa famille, puis, revint à Weybridge avant de finir ses jours à Letchworth Garden City.

## Œuvres
William Fryer Harvey est un écrivain amateur, qui a toutefois publié plusieurs nouvelles fantastiques, dont la plus connue est La Bête à cinq doigts, portée au cinéma en 1946 par Robert Florey. 
Il a publié :
- Trois volumes de nouvelles fantastiques et de fantômes : Midnight House (1910), The Beast with five fingers (1928), Moods and tenses (1933)
- Deux volumes de récits policiers : The misadventures of Athelstan Digby (1920), The mysterious mister Bagman (1934)
- Un livre pour enfants : Caprimulgus (1936)
- Un récit autobiographique sur la vie des quakers : We were seven (1938)
- Un recueil d'essais : Quakers Byways (1929).